# Jean-Claude Cheynet

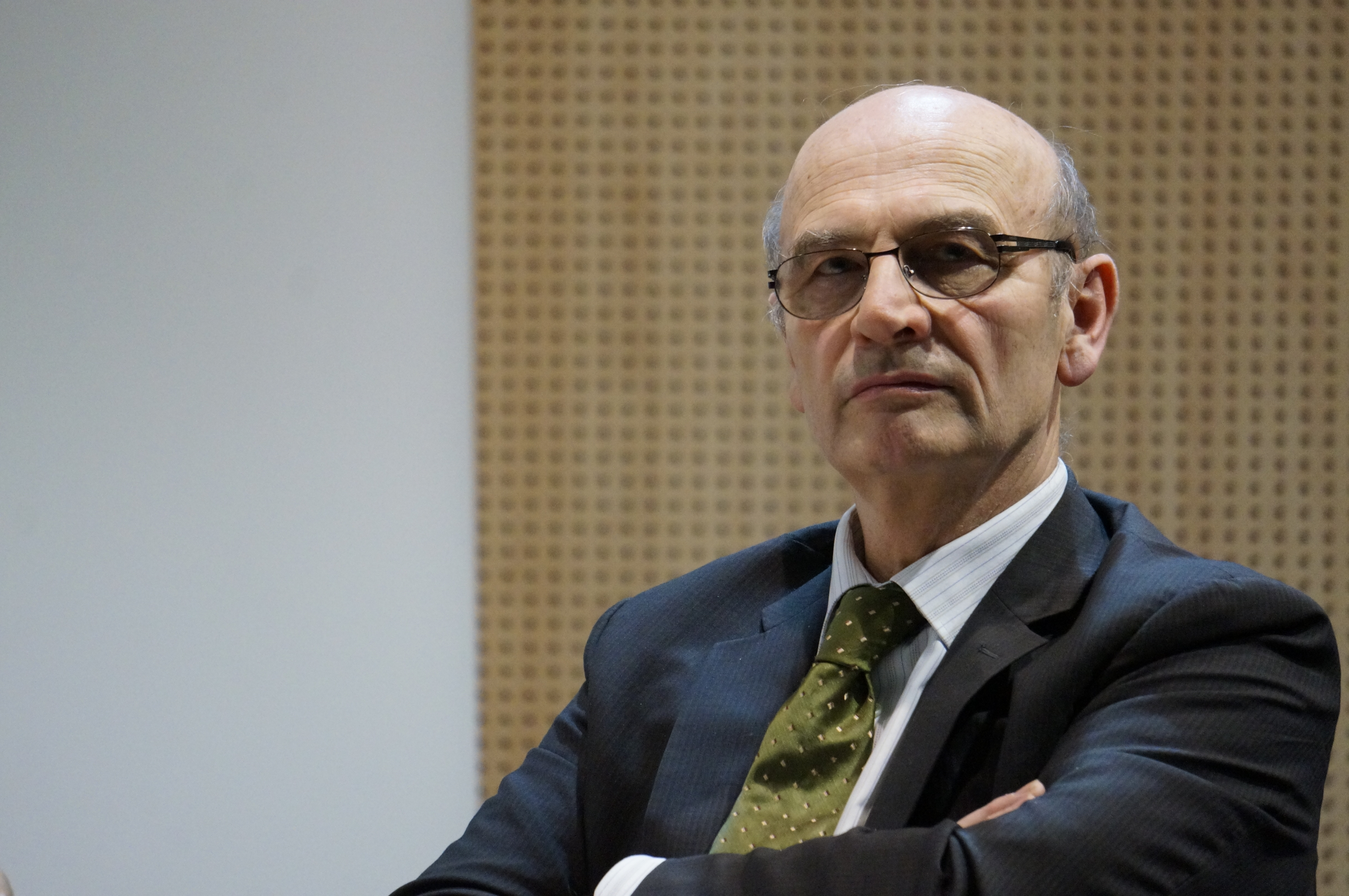
Jean-Claude Cheynet (2015)

Jean-Claude Cheynet (* 21. Februar 1947 in Paris) ist ein französischer Byzantinist.

## Leben
Jean-Claude Cheynet bestand 1970 die Agrégation d’histoire und wurde 1977 mit einer Dissertation zur byzantinischen Geschichte (Milieux et Foyers de perturbation dans l'Empire byzantin de 963 à 1204) bei Hélène Ahrweiler an der Université Paris 1 Panthéon-Sorbonne promoviert. Im selben Jahr 1977 wurde er Mitarbeiter des CNRS, 1987 wurde er zum Docteur en Historie an der Université Paris 1 Panthéon-Sorbonne promoviert, 1990 wurde er Directeur de recherche am CNRS. Von 1995 an hatte er die Professur für byzantinische Geschichte an der Universität Paris IV inne. Von 1996 bis 2005 war er Herausgeber der Revue des études byzantines, von 2000 an war er Leiter des Centre de recherche sur l’histoire et la civilisation de Byzance (CNRS–Collège de France).
Cheynet hat im Wesentlichen zur byzantinischen Aristokratie und Gesellschaft gearbeitet. Für sein Buch Pouvoir et Contestations à Byzance (963–1210) erhielt er 1991 den Prix Charles et Marguerite Diehl der Académie des inscriptions et belles-lettres. Darin entwickelt er die Sicht einer byzantinischen Aristokratie, die zwar in Konstantinopel einflussreich ist, aber in den Provinzen verankert bleibt, die die Herde ihrer Revolte gegen die Macht des Kaisers darstellen können. Weitere Arbeitsgebiete sind die militärische und administrative Geschichte des byzantinischen Reiches und die byzantinische Sigillographie.
2012 wurde er zum ordentlichen Mitglied der Academia Europaea gewählt.

## Schriften (Auswahl)
- Révoltes et mouvements de dissidence dans l’Empire byzantin de 1180 à 1208. Paris 1977 (Thèse de 3e cycle, Paris I, ungedruckt).
- Pouvoir et contestations à Byzance (963–1210). Centre de Recherches d’Histoire et de Civilisation Byzantines, Paris 1990 (= Thèse d’État bei Hélène Ahrweiler, Paris I).
- mit Cécile Morrisson, Werner Seibt: Les Sceaux de la collection H. Seyrig conservés à la bibliothèque Nationale de Paris. Paris 1991.
- mit Dominique Alibert, Catherine de Firmas, Bruno Saint-Sorny, Vivien Prigent:(Hrsg.): Chrétientés médiévales VIIe–XIe siècle. Paris 1997, ISBN 2912232015.
- Sceaux de la collection Zacos (Bibliothèque Nationale de France) se rapportant aux provinces orientales de l’Empire byzantin. Exposition organisée par le Département des Monnaies, Médailles et Antiques, Bibliothèque Nationale de France, (16 juillet 2001 – 14 octobre 2001). Département des Monnaies, Médailles et Antiques, Bibliothèque Nationale de France. Paris 2001, ISBN 2-9517158-9-7
- Histoire de Byzance. 1. L’État et la société. Presses universitaires de France, Que sais-je ?, Paris 2005.
- (Hrsg.): Le Monde byzantin. II L’Empire byzantin (641–1204). Presses universitaires de France, Nouvelle Clio, Paris, 2006.
- mit Turan Gökyildirim, Vera Bulgurlu: Les sceaux byzantins du Musée Archéologique d’Istanbul. Istanbul raştirmalari Enstitüsü, Istanbul 2012, ISBN 978-605-4642-08-3.
- mit Maria Campagnolo-Pothitou: Sceaux de la collection George Zacos au Musée d’art et d’histoire de Genève. 5 continents, Mailand 2016, ISBN 978-88-7439-707-5.